# John Hill (botanik)
John Hill (ur. 1716? w Peterborough, zm. 21 listopada 1775 w Londynie) – brytyjski botanik i pisarz.

## Życiorys
John Hill urodził się w 1714, 1716 lub 1717 roku w Peterborough, jego ojcem był wielebny Theophilus Hill. W Edynburgu uzyskał tytuł naukowy z medycyny i pracował jako pomocnik aptekarza, po czym założył własną aptekę w Westminsterze. W tym czasie także się ożenił. Posiadając wiedzę na temat leczniczych ziół, wzbogacił się na sprzedaży lekarstw ziołowych. Próbował także swoich sił jako aktor, choć bez sukcesów. Napisał wiele książek i artykułów, począwszy od angielskiego tłumaczenia O kamieniach Teofrasta. Był redaktorem kilku czasopism. Oprócz tekstów o charakterze naukowym, Hill stworzył kilka sztuk i powieści.
Przy wsparciu finansowym Johna Stuarta, premiera Wielkiej Brytanii, poświęcił ostatnie 16 lat życia na stworzenie pracy botanicznej The Vegetable System obejmującej 26 tomów i 1600 miedziorytów. Za swoją pracę otrzymał order Wazów od Gustawa III, króla Szwecji; później na tej podstawie używał tytułu sir, chociaż odznaczenie nie było brytyjskie.
Krytyczne, czasem napastliwe pisma Hilla często stawiały go w opozycji do autorytetów świata nauki i literatury. Pomimo opublikowania dwóch artykułów w „Philosophical Transactions of the Royal Society” Towarzystwo Królewskie odmówiło mu członkostwa. Hill zaczął pisać anonimowe krytyki publikacji Towarzystwa i rozpoczął publiczną kampanię, aby zdyskredytować je i jego członków. Kulminacją była wymiana napastliwych pism z Henrym Fieldingiem, nazywana Paper War, w latach 1752–1753.
Hill zmarł w Londynie 21 listopada 1775 roku.

## Astronomia
Wśród różnorodnych tematów podejmowanych przez Hilla znalazła się też astronomia. W 1754 roku opublikował on słownik astronomiczny Urania: or, A Compleat View of the Heavens, w którym zaproponował wprowadzenie na niebo 15 nowych gwiazdozbiorów noszących nazwy zwierząt. Żaden z tych gwiazdozbiorów nie przyjął się. Wątpliwości budziło nawet to, czy propozycje były faktycznie upamiętnieniem biologicznych prac Hilla, czy też parodią prac naukowych, wzorowaną na Podróżach Guliwera.
Poniższa tabela wymienia gwiazdozbiory Hilla i uznane lub historyczne konstelacje (kursywą), których gwiazdy posłużyły do ich stworzenia. Niektóre ze wskazanych historycznych gwiazdozbiorów zostały stworzone już po publikacji Hilla.
| Nazwa łacińska | Znaczenie            | Skąd wzięto gwiazdy                     |
| -------------- | -------------------- | --------------------------------------- |
| Anguilla       | Węgorz               | Źrebię, Delfin, Orzeł, Wąż              |
| Aranea         | Pająk                | Panna                                   |
| Bufo           | Ropucha              | Turdus Solitarius                       |
| Dentalium      | Łódkonóg             | Norma Nilotica (fragment Wodnika)       |
| Gryphites      | Małż Gryphaea        | Cerberus et Ramus Pomifer               |
| Hippocampus    | Konik morski         | Psalterium Georgianum                   |
| Hirudo         | Pijawka              | Byk                                     |
| Limax          | Pomrów               | Sceptrum Brandenburgicum                |
| Lumbricus      | Dżdżownica           | Mały Pies, Rak, Bliźnięta, Cancer Minor |
| Manis          | Pangolin             | Honores Frederici, Andromeda, Łabędź    |
| Patella        | Czaszołka            | Taurus Poniatovii                       |
| Pinna Marina   | Szołdra              | Tarcza, Antinous                        |
| Scarabaeus     | Skarabeusz           | Skorpion                                |
| Testudo        | Żółw                 | Wieloryb, Ryby                          |
| Uranoscopus    | Uranoscopus (skaber) | Telescopium Herschelii                  |